# Kuurne-Bruxelles-Kuurne 1980
La Kuurne-Bruxelles-Kuurne 1980, trentaseiesima edizione della corsa, si svolse il 2 marzo su un percorso di 212 km, con partenza e arrivo a Kuurne. Fu vinta dall'olandese Jan Raas della squadra Ti-Raleigh-Creda davanti al belga Ludo Peeters e all'irlandese Sean Kelly.

## Ordine d'arrivo (Top 10)
| Pos. | Corridore           | Squadra                     | Tempo    |
| ---- | ------------------- | --------------------------- | -------- |
| 1    | Jan Raas            | Ti-Raleigh-Creda            | 5h17'00" |
| 2    | Ludo Peeters        | Ijsboerke-Warncke Eis       | a 25"    |
| 3    | Sean Kelly          | Splendor-Admiral-TV Ekspres | a 27"    |
| 4    | Jos Van De Poel     | Ijsboerke-Warncke Eis       | a 1'30"  |
| 5    | Jos Schipper        | Marc-Carlos-v.r.d.-IWC      | s.t.     |
| 6    | Étienne De Wilde    | Splendor-Admiral-TV Ekspres | s.t.     |
| 7    | Ferdi Van den Haute | La Redoute-Motobecane       | s.t.     |
| 8    | Dirk Vermeersch     | Eurobouw-Cambio-Rino-Rossin | s.t.     |
| 9    | André Dierickx      | Ijsboerke-Warncke Eis       | s.t.     |
| 10   | Hubert Mathis       | Miko-Mercier-Vivagel-Volvo  | s.t.     |